# حماض بري
الحُمَّاض البَرِّيّ   أو حُمَّاض البَرَارِي أو حُمَّاض البَقَر أو الحُمَّاض عَرِيض الوَرَق أو السِلْق البَرِّيّ أو الرَأوَنْد البَرِّيّ، واسمه العلمي .Rumex obtusifolius L، هو نوع من الحُمَّاض.

## الوصف النباتي
نيتة حماض يبلغ علوها (61_91) سم، وأوراقها مستديرة وعريضة ويبلغ طولها حوالي 30 سم .

## مكان إنتشارها
هي عشبة منتشرة، وتنمو على جانب الطرق، أراضي البور ووعند سياج الحقول.

## وقت زهورها
تزهر في أواخر الربيع حتى منتصف الخريف.

## الفوائد الطبية
تعرف هذه النيتة باسم النبتة الدامية لانها تنتج دمًا جديدًا وتقوي الكبد وخصوصًا الجذور . أما البذور فقد توقف الجريان بأنواعه .
الاستعمال الحديث :
يستعمل الحماض كدواء للإمساك ومنشطًا .تستعمل أجزاء الحماض كلها (الجذور، الاوراق والبذور)ولها فوائد عدة.